# Teresa de Cofrentes
Teresa de Cofrentes es un municipio de la Comunidad Valenciana, España. Perteneciente a la provincia de Valencia, en la comarca del Valle de Ayora-Cofrentes. Cuenta con una población de 605 habitantes (INE 2024). Se trata de un municipio castellanohablante, en el que el castellano cuenta con el predominio lingüístico reconocido legalmente.

## Geografía

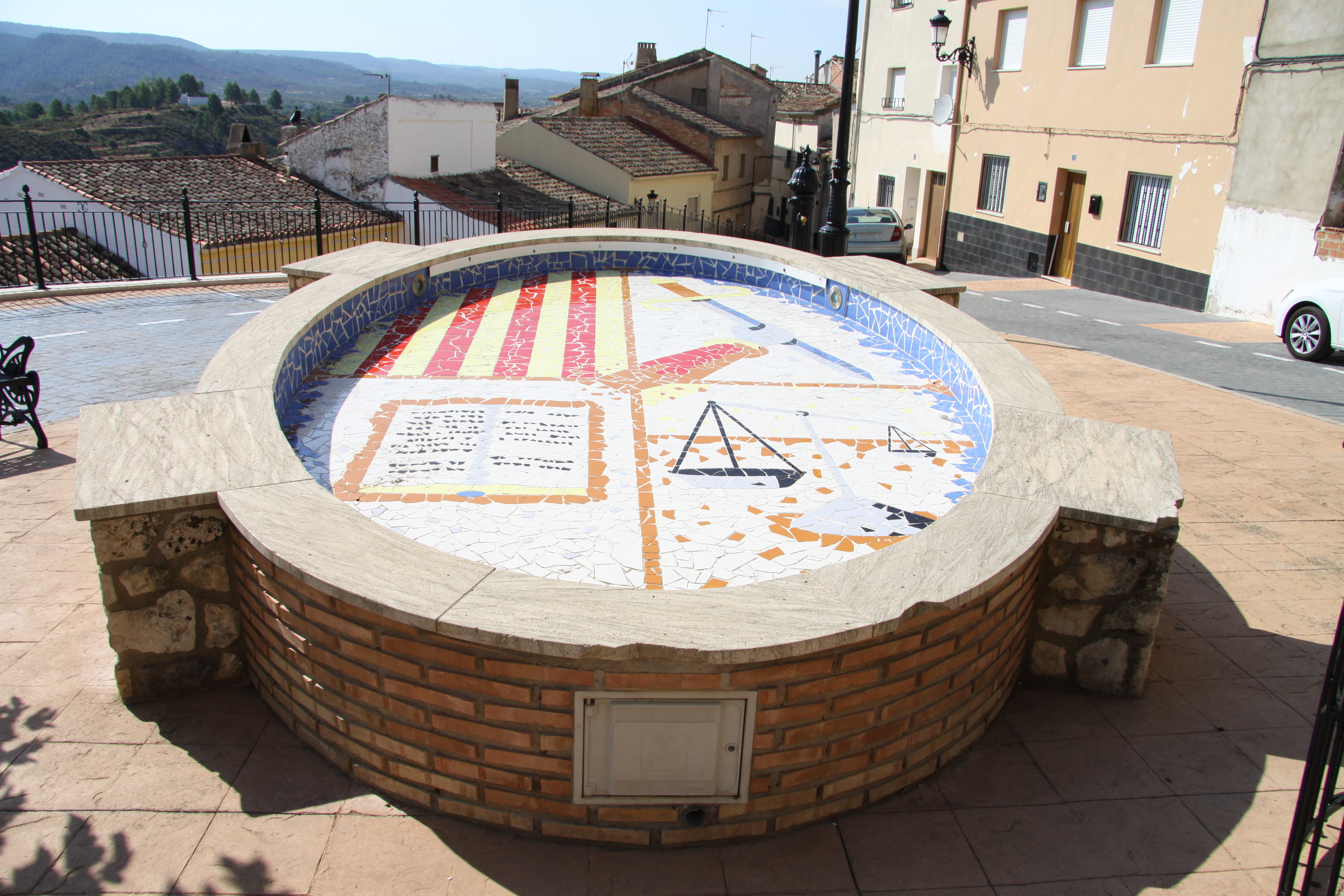
Monumento al escudo de Teresa de Cofrentes en la plaza de la iglesia

Integrado en la comarca de Valle de Ayora-Cofrentes, se sitúa a 122 kilómetros de la capital valenciana. El término municipal está atravesado por la carretera nacional N-330 en el pK 117 y entre los pK 119 y 122, además de por la carretera autonómica CV-445, que permite la comunicación con Zarra.
Salvo una estrecha franja occidental por donde discurre el río Reconque (que recibe en las proximidades de Teresa al río Zarra para formar entre ambos el río Cautabán, afluente del Júcar), todo el término está ocupado por el macizo del Caroig, en una sucesión de muelas y barrancos que configuran un paisaje muy imbricado. Destacan las alturas del pico del Caroig (1126 m), el alto de Tona (1051 m), el Pino Alto (1032 m) y la Pedriza (988 m). Otros accidentes hidrográficos son la rambla Argongeña, el barranco de la Sima, y la rambla de Murell.
La altitud del municipio oscila entre los 1126 m al este (Pico del Caroig) y los 430 m a orillas del río Cautabán. El pueblo se alza a 533 m sobre el nivel del mar.
El medio climático es relativamente extremado con medias térmicas que oscilan entre los 7° C de enero y los 23° C de julio y agosto.
| Noroeste: Jarafuel | Norte: Jarafuel | Noreste: Cortes de Pallás |
| Oeste: Zarra       |                 | Este: Bicorp              |
| Suroeste: Zarra    | Sur: Ayora      | Sureste: Ayora            |

## Historia
Los rasgos históricos de Teresa de Cofrentes vienen marcados por su situación geográfica al oeste de la provincia de Valencia.
Esta población se encuentra en la comarca valenciana del Valle de Ayora-Cofrentes, ("la valle" para los lugareños). Esta comarca está formada por lo que antiguamente se conocía por los lugares del Señorío de Cofrentes (Cofrentes, Jalance, Jarafuel, Teresa y Zarra) y la villa de Ayora, viviendo su historia con las características propias de un territorio fronterizo entre dos antiguos reinos, el de Valencia y el de Castilla, siendo testigo directo de grandes acontecimientos de la historia de España.
Los primeros habitantes de los que se tiene constancia en la comarca son los íberos (300-200 a. C.).
La era romana comenzó con constantes pugnas por el poder. De aquella época son los cimientos del antiguo castillo de Teresa. Tras la derrota de los romanos por los bárbaros y del periodo visigodo, en el siglo VIII comienza la etapa de dominación musulmana. En esa época Teresa pertenecía al distrito de Orihuela.
Con Abd-ar-Rahmán III (912-961) llegó el esplendor del Al-Ándalus. Los habitantes de esta tierra formaron parte del ejército de Almanzor. En el siglo XI subsistía la Algemia o romance mosaraví como habla popular de la comarca. En aquella época Teresa perteneció a los reinos de Taifas de Valencia y Játiva. En 1221, Fernando III de Castilla queda a las puertas del Valle pero no lo conquista. Posteriormente, en 1239, Jaime I de Aragón también detuvo sus huestes en la frontera del río Júcar, desde Chirel hasta Valencia pasando por Alcira.

## Demografía
Teresa de Cofrentes cuenta con una población de 605 habitantes (INE 2024).
| Gráfica de evolución demográfica de Teresa de Cofrentes entre 1842 y 2021                                           |
| |
| Población de derecho según los censos de población del INE Población de hecho según los censos de población del INE |

## Economía
Su economía es básicamente agrícola, aunque con un pasado de cierto auge industrial. La superficie cultivada apenas llega al 15,6 % del total municipal, quedando el resto poblado por pinos, carrascas y romeros. Con agua de fuentes y pozos se riegan las tierras en las que se cultivan melocotoneros y manzanos especialmente, maíz, hortalizas y alfalfa. En secano hay olivos y almendros. El cultivo de mayor superficie es el de cereales y viñedos. Abunda la ganadería capruna y lanar, así como las colmenas para la extracción de la miel.

Vista panorámica del valle de Cofrentes desde Cuesta Blanca. Teresa de Cofrentes aparece en el lado izquierdo

## Administración y política
| Periodo   | Nombre                         | Partido |
| --------- | ------------------------------ | ------- |

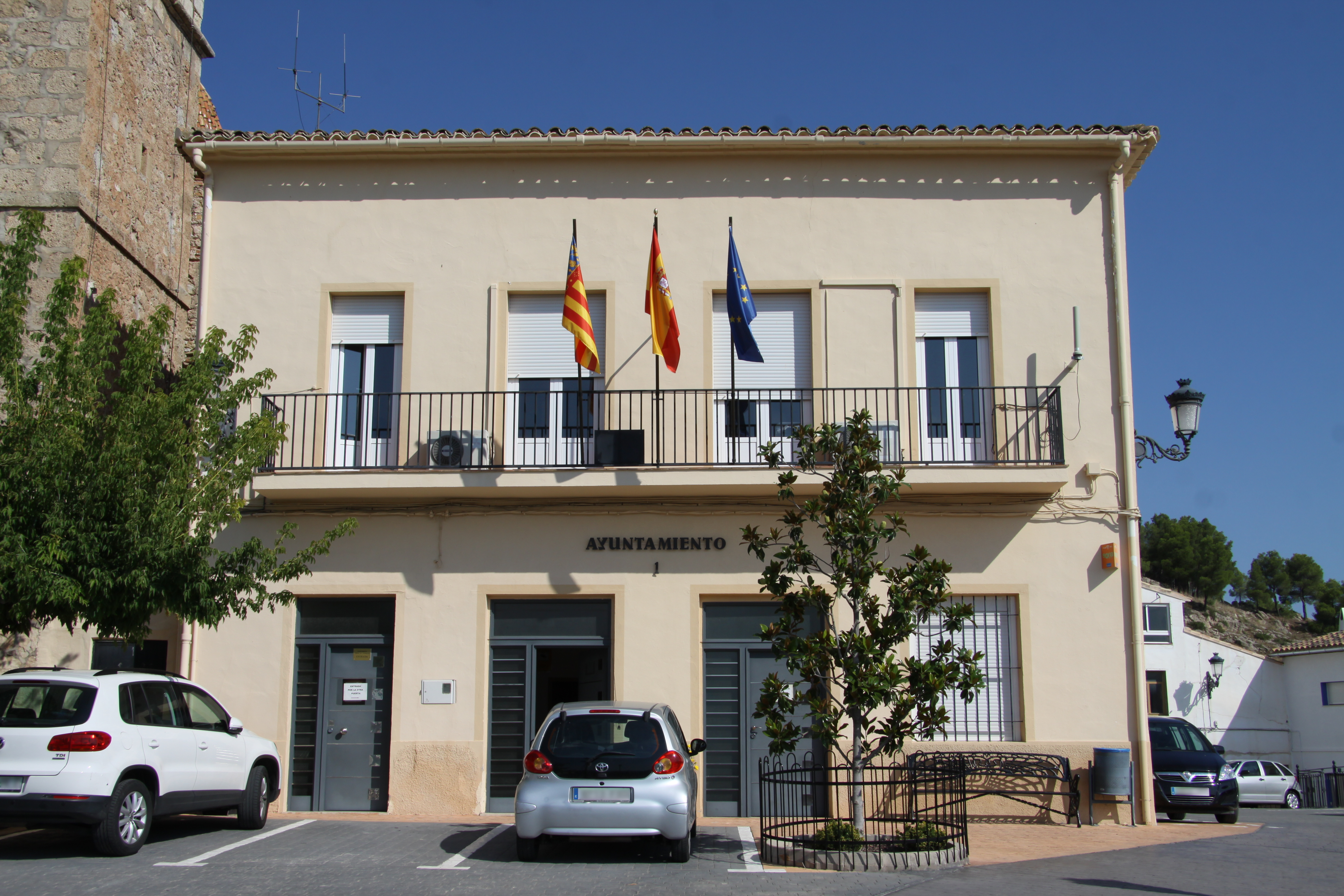
Casa consistorial

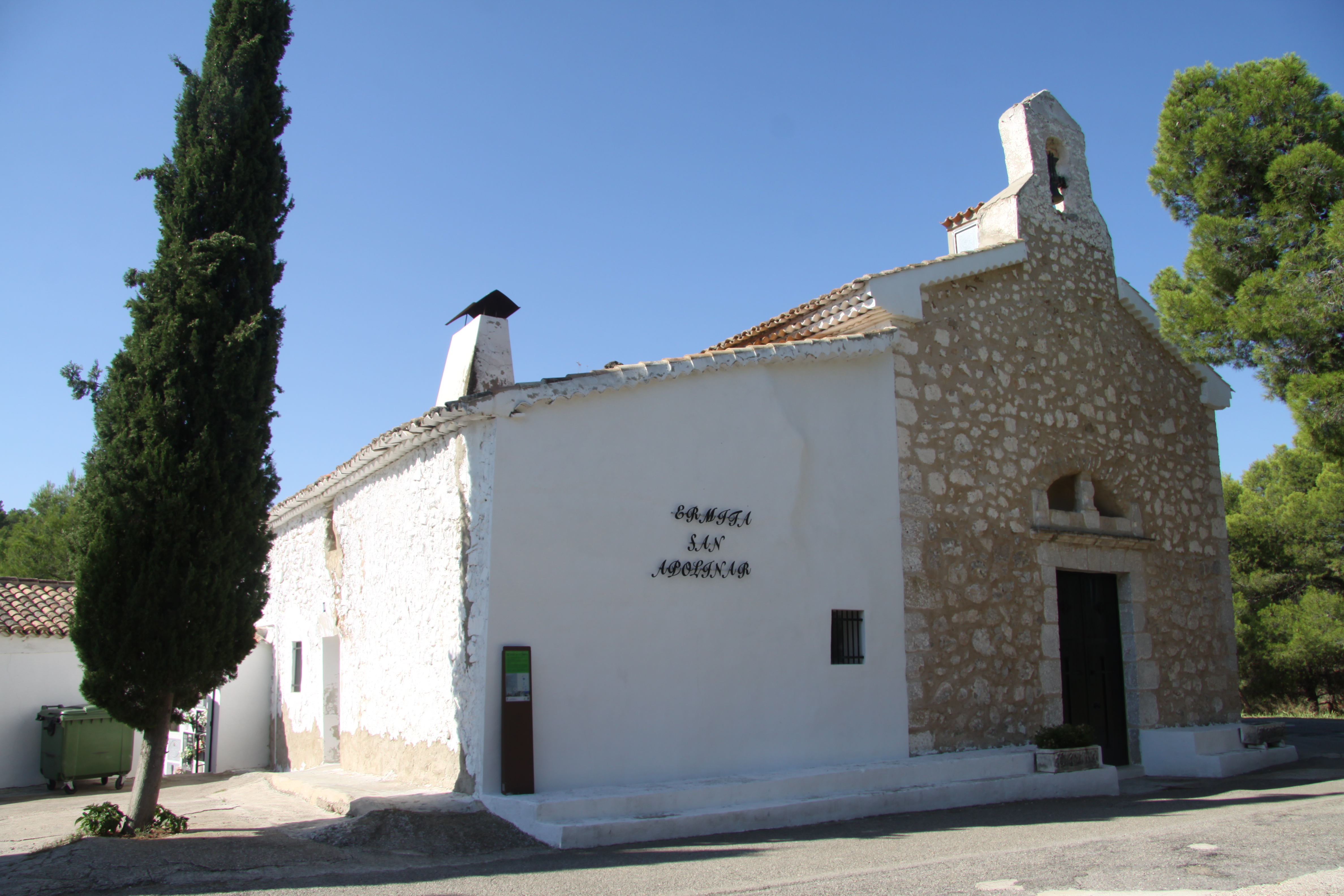
Ermita de San Apolinar

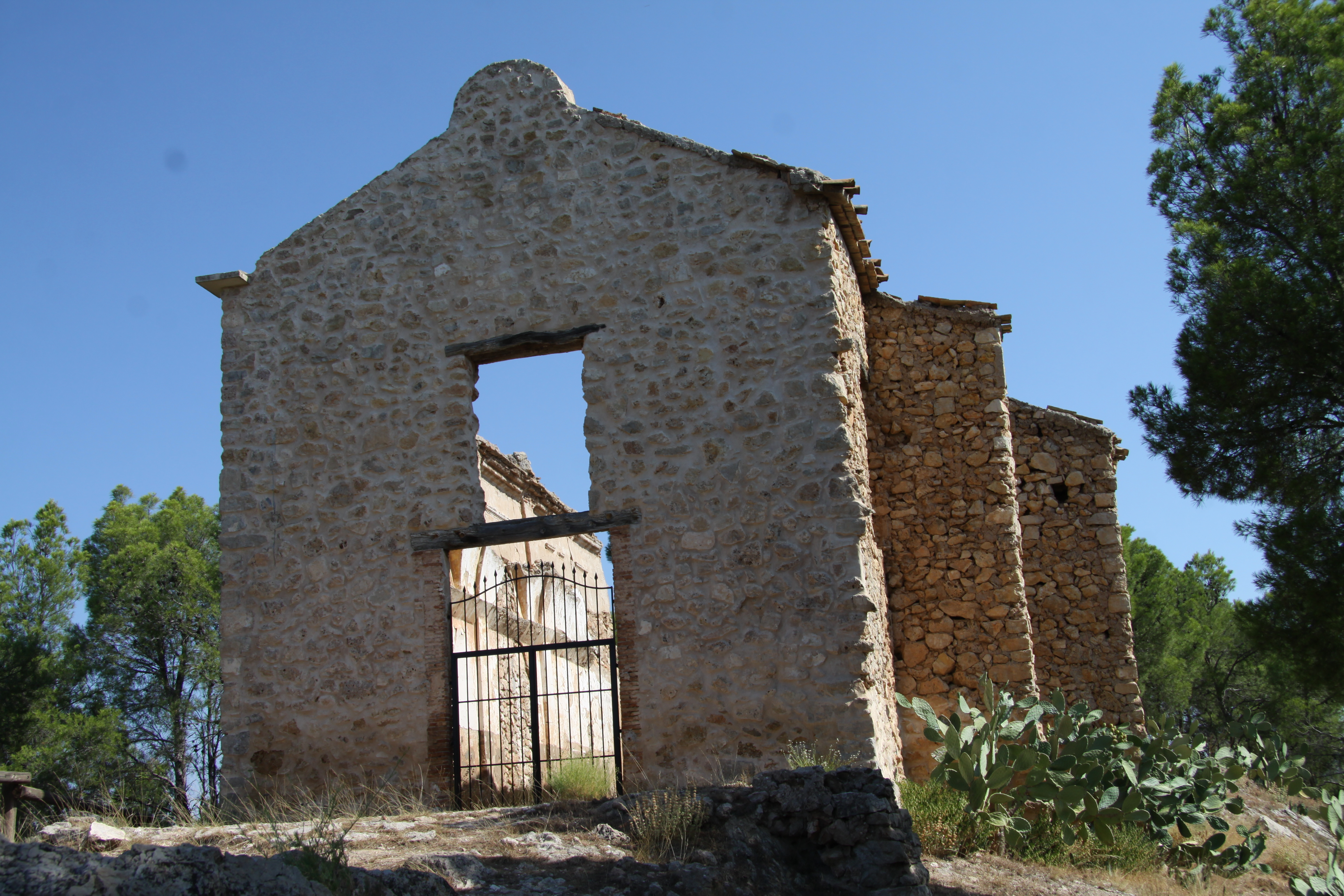
Ermita de Santa Cruz (Castillo)

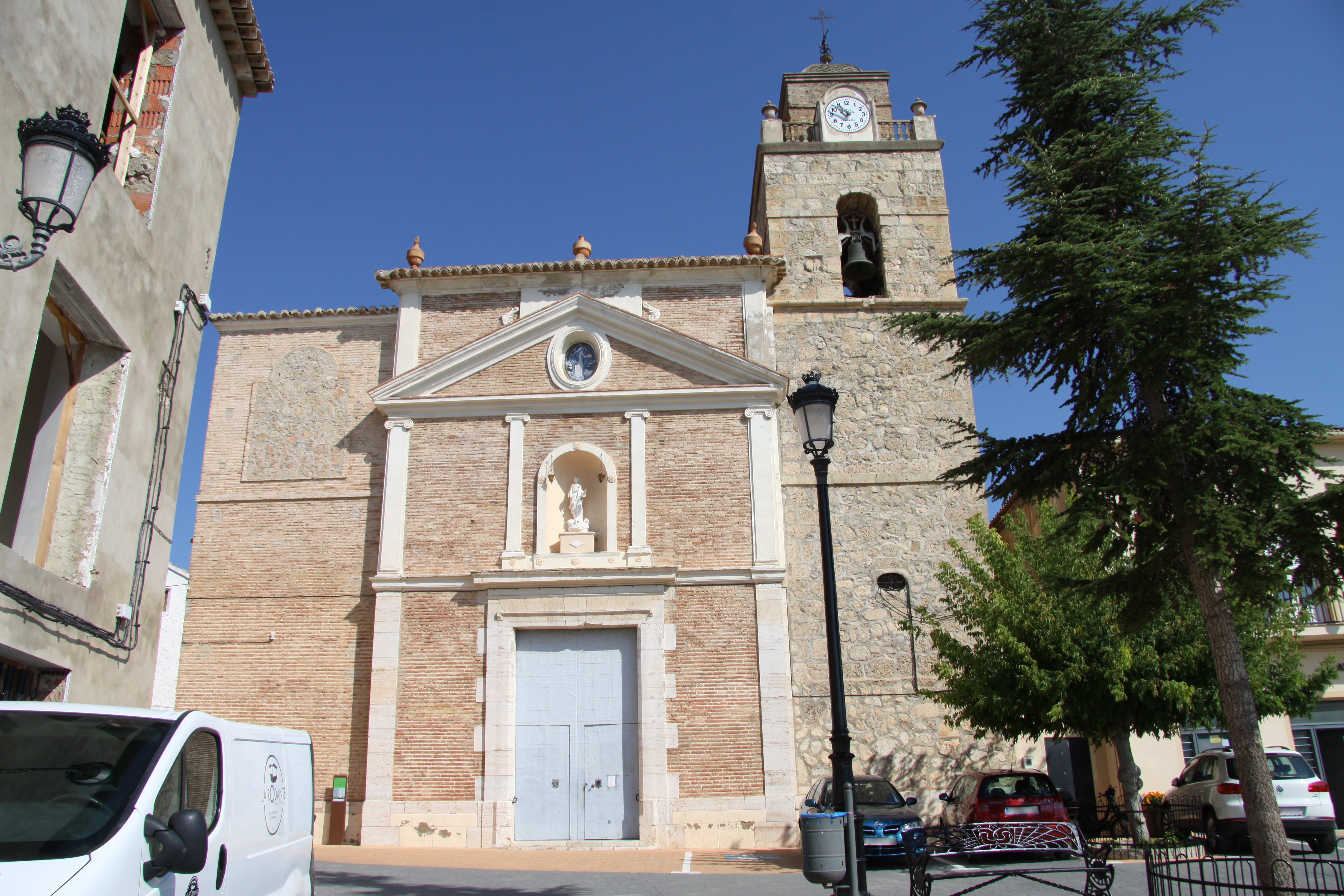
Nuestra Señora de la Asunción

| 1979-1983 | Aquilino Gozálvez Giménez      |         |
| 1983-1987 | José Teruel Gozálvez           | PSOE    |
| 1987-1991 | José Teruel Gozálvez           | PSOE    |
| 1991-1995 | Victoriano Fuentes Jiménez     | PP      |
| 1995-1999 | Victoriano Fuentes Jiménez     | PP      |
| 1999-2003 | José Gozálvez Piqueras         | PP      |
| 2003-2007 | José Gozálvez Piqueras         | PP      |
| 2007-2011 | José Gozálvez Piqueras         | PP      |
| 2011-2015 | José Gozálvez Piqueras         | PP      |
| 2015-2019 | Francisco Cebrian Gómez        | PSOE    |
| 2019-2023 | Francisco Cebrian Gómez        | PSOE    |
| 2023-act. | José Javier Jiménez Miravalles | PP      |

## Monumentos y lugares de interés
- Iglesia de la Asunción. Dedicada a Nuestra Señora de la Asunción, se comenzó a construir en 1636. Es de estilo neoclásico y destaca el retablo del altar mayor.
- Ermita de San Apolinar. Fue bendecida el 3 de febrero de 1702.

Vista panorámica de Teresa de Cofrentes desde la ermita de Santa Cruz (Castillo)

## Cultura

### Fiestas
Celebra fiestas en febrero a San Blas y en agosto a la Asunción de Nuestra Señora.